# Паюс
Паю́с (рос. Паюс) — присілок у складі Верховазького району Вологодської області, Росія. Входить до складу Чушевицького сільського поселення.

## Населення
Населення — 259 осіб (2010; 310 у 2002).
Національний склад (станом на 2002 рік):
- росіяни — 100 %